# Aeroportul New Halfa
Aeroportul New Halfa (IATA: NHF, ICAO: HSNW) este un aeroport din New Halfa, Sudan.
Situat la o altitudine de 451 m, aeroportul dispune de o singură pistă.